# Manuel Pérez i Vila
Manuel Pérez i Vila (Girona, 1926 - Caracas, 1991) és un historiador, pedagog i director de la primera edició del Diccionario de historia de Venezuela. D'origen català amb motiu de la guerra civil l'any 1939 la família va marxar a viure a Bordeus. Es va llicenciar en lletres i fou professor (1946-48) a Tolosa de Llenguadoc. Anys després, el 1948, va marxar a Amèrica, anant a viure a Bogotà, i l'any següent va traslladar la seva residència a Caracas. Va dirigir les investigacions històriques de la Fundació John Boulton. Especialista en Simón Bolívar feu una àmplia recerca als arxius veneçolans i colombians i va realitzar una extensa bibliografia sobre aspectes diversos de la seva vida.